# Deviška kožica
Himen ali deviška kožica je tanka, prožna opna, ki delno zapira vhod v nožnico. 
Himen ni neprepustna zapora, saj med mesečnim perilom dovoljuje normalno odtekanje krvi. V preteklosti je veljalo, da je deviška kožica dokaz nedolžnosti, kar se je v nekaterih okoljih ohranilo še do danes. Medicina pa je takšna prepričanja dokazala za zmotna, saj se lahko zgodi, da se ob velikem telesnem naporu ali pri športu, npr. pri jahanju ali kolesarjenju, raztrga sama od sebe. 
Po navadi se sicer ta opna pretrga pri prvem spolnem odnosu. V primeru, da je himen neobičajno močan, ga ni mogoče naravno raztrgati. Takrat je potreben manjši kirurški poseg.